# Juanele
Juan Castaño Quirós, meglio noto con lo pseudonimo di Juanele (Gijón, 10 aprile 1971), è un ex calciatore spagnolo, di ruolo attaccante.

## Carriera

### Sporting Gijón
Nato a Gijón, nelle Asturie, inizia a giocare nelle giovanili della squadra della sua città, lo Sporting Gijón. Nella stagione 1991-1992, l'allenatore Ciriaco Cano lo fa esordire in Primera División con la prima squadra. Juanele colleziona 24 presenze e tre gol, in Coppa UEFA invece gioca due partite.
Nel 1994 colleziona 35 presenze e 8 gol con lo Sporting di Mariano García Remón, collezionando anche 5 presenze e 2 reti con la Nazionale spagnola, esordendo il 19 gennaio a Vigo contro il Portogallo, e venendo convocato da Javier Clemente per il campionato mondiale di calcio 1994, giocato negli Stati Uniti. La Spagna viene eliminata ai quarti di finale, perdendo per 2-1 contro l'Italia, che arriverà in finale. Juanele non gioca nemmeno un minuto nella competizione.

### Tenerife
Il Tenerife, dopo aver guadagnato molti soldi grazie alla cessione di Fernando Redondo, si aggiudica Juanele per 350 milioni di pesetas, il club delle Canarie non aveva mai speso una cifra così alta per un giocatore.
Nella sua prima stagione a Tenerife, allenato dall'argentino Vicente Cantatore, colleziona 29 presenze e 5 gol. Nella stagione 1996-1997, sotto la guida dell'allenatore tedesco Jupp Heynckes, colleziona 35 presenze e 8 gol in campionato, mentre in Coppa UEFA segna quattro reti in nove partite. Il Tenerife arriva alle semifinali, ma viene eliminato perdendo 2-0 ai supplementari contro lo Schalke 04, che il 21 maggio vince la coppa. Nella stagione 1998-1999 Juanele segna 5 gol in 33 partite e il Tenerife retrocede in Segunda División, arrivando al penultimo posto in campionato.

### Real Saragozza
Nel 1999, alla fine del campionato, passa al Real Saragozza. Nella sua prima stagione in Aragona segna 9 volte in 34 partite, stabilendo il suo record di reti in una stagione. Nella stagione 2000-2001 vince la Coppa del Re, giocando da titolare la finale vinta per 3-1 contro il Celta Vigo. Nella stagione 2001-2002 retrocede in Segunda División ma nella stagione successiva contribuisce al ritorno in massima serie. Nella stagione 2003-2004 gioca 134 minuti in campionato e vince per la seconda volta la Coppa del Re.

### Gli ultimi anni
A fine stagione lascia il Real Saragozza e viene ingaggiato dal Terrassa Futbol Club, squadra della Segunda División. Con i catalani gioca una sola stagione, collezionando 16 partite e un gol e la squadra retrocede in Segunda B. Nella stagione successiva gioca nel Real Avilés in Tercera División. Successivamente milita nella SD Atlético Camocha, squadra della categoría Regional Preferente asturiana.

## Statistiche

### Cronologia presenze e reti in nazionale
| Cronologia completa delle presenze e delle reti in nazionale ― Spagna | Cronologia completa delle presenze e delle reti in nazionale ― Spagna | Cronologia completa delle presenze e delle reti in nazionale ― Spagna | Cronologia completa delle presenze e delle reti in nazionale ― Spagna | Cronologia completa delle presenze e delle reti in nazionale ― Spagna | Cronologia completa delle presenze e delle reti in nazionale ― Spagna | Cronologia completa delle presenze e delle reti in nazionale ― Spagna | Cronologia completa delle presenze e delle reti in nazionale ― Spagna |
| Data                                                                  | Città                                                                 | In casa                                                               | Risultato                                                             | Ospiti                                                                | Competizione                                                          | Reti                                                                  | Note                                                                  |
| --------------------------------------------------------------------- | --------------------------------------------------------------------- | --------------------------------------------------------------------- | --------------------------------------------------------------------- | --------------------------------------------------------------------- | --------------------------------------------------------------------- | --------------------------------------------------------------------- | --------------------------------------------------------------------- |
| 12-1-1994                                                             | Vigo                                                                  | Spagna                                                                | 2 – 2                                                                 | Portogallo                                                            | Amichevole                                                            | 1                                                                     | 46’                                                                   |
| 9-2-1994                                                              | Santa Cruz de Tenerife                                                | Spagna                                                                | 1 – 1                                                                 | Polonia                                                               | Amichevole                                                            | -                                                                     | 46’                                                                   |
| 23-3-1994                                                             | Valencia                                                              | Spagna                                                                | 0 – 2                                                                 | Croazia                                                               | Amichevole                                                            | -                                                                     | 46’                                                                   |
| 2-6-1994                                                              | Tampere                                                               | Finlandia                                                             | 1 – 2                                                                 | Spagna                                                                | Amichevole                                                            | -                                                                     | 57’                                                                   |
| 10-6-1994                                                             | Montréal                                                              | Canada                                                                | 0 – 2                                                                 | Spagna                                                                | Amichevole                                                            | 1                                                                     | 46’                                                                   |
| Totale                                                                |                                                                       | Presenze                                                              | 5                                                                     |                                                                       | Reti                                                                  | 2                                                                     |                                                                       |

## Palmarès

### Club

#### Competizioni nazionali
- Coppa di Spagna: 2

Real Saragozza: 2000-2001, 2003-2004